# 創元SF短編賞
創元SF短編賞（そうげんエスエフたんぺんしょう）は、2009年に募集が開始された、東京創元社が主催する「広義のSF」の短編を対象とする公募新人文学賞である。プロアマ問わず、商業媒体未発表の作品を募集する。
正賞受賞作は第1回（2010年）から第10回（2019年）までその年の創元SF文庫《年刊日本SF傑作選》に、第11回（2020年）から第13回（2022年）までは書き下ろし日本SFアンソロジー《Genesis》に、第14回（2023年）からは文芸雑誌『紙魚の手帖』に掲載され、規定の原稿料が賞金とされる。また単体で電子書籍が発売される。
正賞は賞状と、記念品として賞名と受賞者名を刻んだスケルトン仕様の懐中時計が贈られ、朗読音源化される。

## 概要
東京創元社の創元SF文庫で2008年より刊行が始まった《年刊日本SF傑作選》シリーズと連動した企画として創設された。企画の立案者であり、第1回から第10回まで選考委員をつとめた大森望によると、短編SFを対象とするSF出版社主催の公募新人賞は約17、8年ぶりだという。
本賞出身者の中には、短編集『盤上の夜』（2012年）で第33回日本SF大賞受賞・第147回直木賞候補となり、『カブールの園』（2017年）で三島由紀夫賞を受賞した宮内悠介、短編集『皆勤の徒』（2013年）と第一長編『宿借りの星』（2019年）で第34回・第40回日本SF大賞を受賞した酉島伝法、2016年に短編「太陽の側の島」で第2回林芙美子文学賞を受賞し、中編「首里の馬」（2020年）で第163回芥川賞を受賞した高山羽根子らがいる。また、日本SF評論賞の受賞者でもある高槻真樹、忍澤勉、渡邊利道も選考委員特別賞受賞者に名を連ねている。
第1回・第2回は、選に漏れた最終候補作の中から選ばれた作品を収録したアンソロジー《原色の想像力》シリーズが、創元SF文庫より刊行されている。
第10回までは、正賞・優秀賞（第2回までは佳作）に加えて、選に漏れた最終候補作の中から、各選考委員の名を冠した特別賞が与えられることが恒例だった。
第3回・第4回の最終選考会は、SFコンベンション〈はるこん〉内の企画として公開で行なわれた。

## 選考委員
- 第1回 - 第10回 大森望、日下三蔵、ゲスト選考委員（最終選考のみ参加）
- 第11回 堀晃、宮内悠介、小浜徹也
- 第12回 堀晃、酉島伝法、小浜徹也
- 第13回 山田正紀、酉島伝法、小浜徹也
- 第14回 山田正紀、宮澤伊織、小浜徹也
- 第15回 宮澤伊織、小浜徹也
- 第16回 飛浩隆、長谷敏司、宮澤伊織

## 受賞作
| 回               | 応募数 | 賞             | 受賞作                                                                   | 受賞者         | ゲスト選考委員 |
| ---------------- | ------ | -------------- | ------------------------------------------------------------------------ | -------------- | -------------- |
| 第1回（2010年）  | 612編  | 受賞           | あがり                                                                   | 松崎有理       | 山田正紀       |
| 第1回（2010年）  | 612編  | 佳作           | うどん キツネつきの                                                      | 高山羽根子     | 山田正紀       |
| 第1回（2010年）  | 612編  | 大森望賞       | さえずりの宇宙                                                           | 坂永雄一       | 山田正紀       |
| 第1回（2010年）  | 612編  | 日下三蔵賞     | 土の塵                                                                   | 山下敬         | 山田正紀       |
| 第1回（2010年）  | 612編  | 山田正紀賞     | 盤上の夜                                                                 | 宮内悠介       | 山田正紀       |
| 第2回（2011年）  | 594編  | 受賞           | 皆勤の徒                                                                 | 酉島伝法       | 堀晃           |
| 第2回（2011年）  | 594編  | 佳作           | 繭の見る夢                                                               | 空木春宵       | 堀晃           |
| 第2回（2011年）  | 594編  | 大森望賞       | 花と少年                                                                 | 片瀬二郎       | 堀晃           |
| 第2回（2011年）  | 594編  | 日下三蔵賞     | Kudanの瞳                                                                | 志保龍彦       | 堀晃           |
| 第2回（2011年）  | 594編  | 堀晃賞         | ものみな憩える                                                           | 忍澤勉         | 堀晃           |
| 第3回（2012年）  | 618編  | 受賞           | 〈すべての夢｜果てる地で〉                                               | 理山貞二       | 飛浩隆         |
| 第3回（2012年）  | 618編  | 優秀賞         | プロメテウスの晩餐                                                       | オキシタケヒコ | 飛浩隆         |
| 第3回（2012年）  | 618編  | 大森望賞       | テラの水槽                                                               | 皆月蒼葉       | 飛浩隆         |
| 第3回（2012年）  | 618編  | 日下三蔵賞     | 頭山                                                                     | 舟里映         | 飛浩隆         |
| 第3回（2012年）  | 618編  | 飛浩隆賞       | エヌ氏                                                                   | 渡邊利道       | 飛浩隆         |
| 第4回（2013年）  | 576編  | 受賞           | 銀河風帆走                                                               | 宮西建礼       | 円城塔         |
| 第4回（2013年）  | 576編  | 優秀賞         | 該当作なし                                                               | 該当作なし     | 円城塔         |
| 第4回（2013年）  | 576編  | 大森望賞       | The Unknown Hero: Secret Origin                                          | 鹿島建曜       | 円城塔         |
| 第4回（2013年）  | 576編  | 日下三蔵賞     | 狂恋の女師匠                                                             | 高槻真樹       | 円城塔         |
| 第4回（2013年）  | 576編  | 円城塔賞       | 不眠症奇譚                                                               | 与田Kee        | 円城塔         |
| 第5回（2014年）  | 461編  | 受賞           | 風牙                                                                     | 門田充宏       | 瀬名秀明       |
| 第5回（2014年）  | 461編  | 受賞           | ランドスケープと夏の定理                                                 | 高島雄哉       | 瀬名秀明       |
| 第5回（2014年）  | 461編  | 優秀賞         | 該当作なし                                                               | 該当作なし     | 瀬名秀明       |
| 第5回（2014年）  | 461編  | 大森望賞       | 女友達                                                                   | 有井聡         | 瀬名秀明       |
| 第5回（2014年）  | 461編  | 日下三蔵賞     | 懐柔                                                                     | 浦出卓郎       | 瀬名秀明       |
| 第5回（2014年）  | 461編  | 瀬名秀明賞     | 剣はデジャ・ブ                                                           | 合戸周左衛門   | 瀬名秀明       |
| 第6回（2015年）  | 510編  | 受賞           | 神々の歩法                                                               | 宮澤伊織       | 恩田陸         |
| 第6回（2015年）  | 510編  | 優秀賞         | 該当作なし                                                               | 該当作なし     | 恩田陸         |
| 第6回（2015年）  | 510編  | 大森望賞       | この凍えた世界に生まれる前に                                             | 宇部詠一       | 恩田陸         |
| 第6回（2015年）  | 510編  | 日下三蔵賞     | 君たち教室に入りなさい                                                   | 伊藤知子       | 恩田陸         |
| 第6回（2015年）  | 510編  | 恩田陸賞       | バッコちゃん                                                             | 逸見真由       | 恩田陸         |
| 第7回（2016年）  | 464編  | 受賞           | 吉田同名                                                                 | 石川宗生       | 山本弘         |
| 第7回（2016年）  | 464編  | 優秀賞         | 該当作なし                                                               | 該当作なし     | 山本弘         |
| 第7回（2016年）  | 464編  | 大森望賞       | 細胞れみんの冥界震度ライブ                                               | フカミレン     | 山本弘         |
| 第7回（2016年）  | 464編  | 日下三蔵賞     | 狂えよ。                                                                 | 梓見いふ       | 山本弘         |
| 第7回（2016年）  | 464編  | 山本弘賞       | 虹の石                                                                   | 各務都心       | 山本弘         |
| 第8回（2017年）  | 417編  | 受賞           | 七十四秒の旋律と孤独                                                     | 久永実木彦     | 長谷敏司       |
| 第8回（2017年）  | 417編  | 優秀賞         | 該当作なし                                                               | 該当作なし     | 長谷敏司       |
| 第8回（2017年）  | 417編  | 長谷敏司賞     | 銀の滴降る降る                                                           | 久野曜         | 長谷敏司       |
| 第9回（2018年）  | 424編  | 受賞           | 天駆せよ法勝寺                                                           | 八島游舷       | 新井素子       |
| 第9回（2018年）  | 424編  | 優秀賞         | 機械はなぜ祈るか                                                         | 南雲マサキ     | 新井素子       |
| 第9回（2018年）  | 424編  | 大森望賞       | 夏の結び目                                                               | 織戸久貴       | 新井素子       |
| 第9回（2018年）  | 424編  | 日下三蔵賞     | 感喜に染まれ                                                             | 能仲謙次       | 新井素子       |
| 第9回（2018年）  | 424編  | 新井素子賞     | アドバーサリアル・パイパーズ、あるいは最後の現金強盗                     | 竹田人造       | 新井素子       |
| 第10回（2019年） | 511編  | 受賞           | サンギータ                                                               | アマサワトキオ | 宮内悠介       |
| 第10回（2019年） | 511編  | 優秀賞         | 飲鴆止渇                                                                 | 斧田小夜       | 宮内悠介       |
| 第10回（2019年） | 511編  | 日下三蔵賞     | 『サハリン社会主義共和国近代宗教史料』（二〇九九）抜粋、およびその他雑記 | 谷林守         | 宮内悠介       |
| 第10回（2019年） | 511編  | 宮内悠介賞     | 回転する動物の静止点                                                     | 千葉集         | 宮内悠介       |
| 第11回（2020年） | 468編  | 受賞           | 蒼の上海                                                                 | 折輝真透       | -              |
| 第11回（2020年） | 468編  | 選考委員奨励賞 | 大江戸しんぐらりてい                                                     | 夜来風音       | -              |
| 第12回（2021年） | 550編  | 受賞           | 射手座の香る夏                                                           | 松樹凛         | -              |
| 第12回（2021年） | 550編  | 優秀賞         | 神の豚                                                                   | 溝渕久美子     | -              |
| 第13回（2022年） | 496編  | 受賞           | 風になるにはまだ                                                         | 笹原千波       | -              |
| 第14回（2023年） | 487編  | 受賞           | 竜と沈黙する銀河                                                         | 阿部登龍       | -              |
| 第15回（2024年） | 521編  | 受賞           | 喪われた感情のしずく                                                     | 稲田一声       | -              |
| 第16回（2025年） | 499編  | 受賞           | 「廃園に回り育つ観覧車について」                                         | 雨露山鳥       |                |
| 第16回（2025年） | 499編  | 受賞           | ピンチヒッター                                                           | 高谷再         |                |

## 受賞作の収録書籍
| 回     | 作者           | タイトル                       | 収録書籍                                                  | 刊行                                                  |
| ------ | -------------- | ------------------------------ | --------------------------------------------------------- | ----------------------------------------------------- |
| 第1回  | 松崎有理       | 「あがり」                     | 『量子回廊 年刊日本SF傑作選』                             | 2010年7月（創元SF文庫）                               |
| 第1回  | 松崎有理       | 「あがり」                     | 『あがり』                                                | 2011年9月（創元日本SF叢書） 2013年10月（創元SF文庫）  |
| 第1回  | 高山羽根子     | 「うどん キツネつきの」        | 『原色の想像力』                                          | 2010年12月（創元SF文庫）                              |
| 第1回  | 高山羽根子     | 「うどん キツネつきの」        | 『うどん キツネつきの』                                   | 2014年11月（創元日本SF叢書） 2016年11月（創元SF文庫） |
| 第1回  | 宮内悠介       | 「盤上の夜」                   | 『原色の想像力』                                          | 2010年12月（創元SF文庫）                              |
| 第1回  | 宮内悠介       | 「盤上の夜」                   | 『盤上の夜』                                              | 2012年3月（創元日本SF叢書） 2014年4月（創元SF文庫）   |
| 第2回  | 酉島伝法       | 「皆勤の徒」                   | 『結晶銀河 年刊日本SF傑作選』                             | 2011年7月（創元SF文庫）                               |
| 第2回  | 酉島伝法       | 「皆勤の徒」                   | 『皆勤の徒』                                              | 2013年8月（創元日本SF叢書） 2015年7月（創元SF文庫）   |
| 第3回  | 理山貞二       | 「〈すべての夢｜果てる地で〉」 | 『拡張幻想 年刊日本SF傑作選』                             | 2012年6月（創元SF文庫）                               |
| 第3回  | オキシタケヒコ | 「プロメテウスの晩餐」         | 『ミステリーズ！』vol.86 DECEMBER 2017                    | 2017年12月（東京創元社）                              |
| 第3回  | 渡邊利道       | 「エヌ氏」                     | 『ミステリーズ！』vol.90 AUGUST 2018                      | 2018年8月（東京創元社）                               |
| 第3回  | 舟里映         | 「頭山」                       | 『ミステリーズ！』vol.93 FEBRUARY 2019                    | 2019年2月（東京創元社）                               |
| 第4回  | 宮西建礼       | 「銀河風帆走」                 | 『極光星群 年刊日本SF傑作選』                             | 2013年6月（創元SF文庫）                               |
| 第4回  | 宮西建礼       | 「銀河風帆走」                 | 『銀河風帆走』                                            | 2024年8月（創元日本SF叢書）                           |
| 第5回  | 門田充宏       | 「風牙」                       | 『さよならの儀式 年刊日本SF傑作選』                       | 2014年6月（創元SF文庫）                               |
| 第5回  | 門田充宏       | 「風牙」                       | 『風牙』                                                  | 2018年10月（創元日本SF叢書）                          |
| 第5回  | 門田充宏       | 「風牙」                       | 『記憶翻訳者 いつか光になる』                             | 2020年10月（創元SF文庫）                              |
| 第5回  | 高島雄哉       | 「ランドスケープと夏の定理」   | 『ミステリーズ！』vol.66 AUGUST 2014                      | 2014年8月（東京創元社）                               |
| 第5回  | 高島雄哉       | 「ランドスケープと夏の定理」   | 『ランドスケープと夏の定理』                              | 2018年8月（創元日本SF叢書）                           |
| 第6回  | 宮澤伊織       | 「神々の歩法」                 | 『折り紙衛星の伝説 年刊日本SF傑作選』                     | 2015年6月（創元SF文庫）                               |
| 第6回  | 宮澤伊織       | 「神々の歩法」                 | 『神々の歩法』                                            | 2022年6月（創元日本SF叢書） 2024年10月（創元SF文庫）  |
| 第7回  | 石川宗生       | 「吉田同名」                   | 『アステロイド・ツリーの彼方へ 年刊日本SF傑作選』         | 2016年6月（創元SF文庫）                               |
| 第7回  | 石川宗生       | 「吉田同名」                   | 『半分世界』                                              | 2018年1月（創元日本SF叢書） 2021年1月（創元SF文庫）   |
| 第7回  | 各務都心       | 「虹の石」                     | 『ミステリーズ！』vol.82 APRIL 2017                       | 2017年4月（東京創元社）                               |
| 第8回  | 久永実木彦     | 「七十四秒の旋律と孤独」       | 『行き先は特異点 年刊日本SF傑作選』                       | 2017年7月（創元SF文庫）                               |
| 第8回  | 久永実木彦     | 「七十四秒の旋律と孤独」       | 『七十四秒の旋律と孤独』                                  | 2020年12月（創元日本SF叢書） 2023年12月（創元SF文庫） |
| 第9回  | 八島游舷       | 「天駆せよ法勝寺」             | 『プロジェクト：シャーロック 年刊日本SF傑作選』           | 2018年6月（創元SF文庫）                               |
| 第9回  | 南雲マサキ     | 「機械はなぜ祈るか」           | 『ミステリーズ！』vol.99 FEBRUARY 2020                    | 2020年2月（東京創元社）                               |
| 第10回 | アマサワトキオ | 「サンギータ」                 | 『おうむの夢と操り人形 年刊日本SF傑作選』                 | 2019年8月（創元SF文庫）                               |
| 第10回 | 斧田小夜       | 「飲鴆止渇」                   | 『ミステリーズ！』vol.105 FEBRUARY 2021                   | 2021年2月（東京創元社）                               |
| 第11回 | 折輝真透       | 「蒼の上海」                   | 『Genesis されど星は流れる 創元日本SFアンソロジー』       | 2020年8月（東京創元社）                               |
| 第12回 | 松樹凛         | 「射手座の香る夏」             | 『Genesis 時間飼ってみた 創元日本SFアンソロジー』         | 2021年10月（東京創元社）                              |
| 第12回 | 松樹凛         | 「射手座の香る夏」             | 『射手座の香る夏』                                        | 2024年2月（創元日本SF叢書）                           |
| 第12回 | 溝渕久美子     | 「神の豚」                     | 『Genesis 時間飼ってみた 創元日本SFアンソロジー』         | 2021年10月（東京創元社）                              |
| 第13回 | 笹原千波       | 「風になるにはまだ」           | 『Genesis この光が落ちないように 創元日本SFアンソロジー』 | 2022年9月（東京創元社）                               |
| 第14回 | 阿部登龍       | 「竜と沈黙する銀河」           | 『紙魚の手帖』vol.12 AUGUST 2023                          | 2023年8月（東京創元社）                               |
| 第15回 | 稲田一声       | 「喪われた感情のしずく」       | 『紙魚の手帖』vol.18 AUGUST 2024                          | 2024年8月（東京創元社）                               |

### その他の収録書籍
- 《原色の想像力》シリーズ - 第1回・第2回の最終候補作から選ばれた作品を収録したアンソロジー